# Bjarne Lundqvist
Bjarne Bernhard Lundqvist, född 8 maj 1945 i Partille, är en svensk dansbandstrummis. Han var en av grundarna av Flamingokvintetten 1960, men bytte 1963 till Streaplers där han spelade i 25 år fram till 1988. 1993 började han åter som trummis i Flamingokvintetten, men tvingades 2007 sluta på grund av mångårig tinnitus som hade förvärrats. Bjarne spelar gärna golf när han inte jobbar på Tonart Nöjesproduktion som manager åt banden.
2008 utsåg Bjarne Lundqvist vinnaren av Guldklaven i den för året unika kategorin Årets Bjarne. Vinnare blev det då relativt okända dansbandet Larz-Kristerz.